# Émile Gallé
Émile Gallé (ur. 4 maja 1846 w Nancy, zm. 23 września 1904 tamże) – francuski projektant tworzący głównie  projekty dzieł ze szkła (np. wazony),  projekty mebli  oraz biżuterii w stylu secesji, inicjator i główny przedstawiciel szkoły z Nancy.

## Życiorys
Początkowo studiował filozofię i botanikę chociaż równocześnie wykonywał projekty dla wytwórni ceramiki, która należała do jego ojca. W 1874 osiedlił się w Nancy i założył tam hutę szkła, a w 1883 rozpoczął produkcję mebli.
Jego ojciec prowadził pracownię ceramiczną i szklarską, dzięki czemu Émile mógł zapoznać się z tymi technikami. Szczególnym zainteresowaniem darzył przyrodę, a zwłaszcza rośliny. Zbierał je i hodował, czerpiąc z nich inspirację do tworzonych dzieł. Początkowo wzorował się na szkłach antycznych i średniowiecznych produkując wyroby przezroczyste lub lekko zabarwione. W dojrzałej fazie jego twórczości oprócz świata roślin wpływ na jego sztukę miał styl rokoka, symbolizm i sztuka japońska. Rozwinął własny oryginalny styl polegający na szlifowaniu lub trawieniu kwasem kolorowego szkła; uzyskiwane w ten sposób dekoracje oparte były na motywach roślinnych, zwierzęcych a także odwoływały się do świata owadów i stworzeń morskich. Stosował też technikę szkła warstwowego (kolorowe lub bezbarwne szkło pokryte warstwą szkła w innym kolorze, w której wykonywano nacięcia odsłaniające dolną warstwę) oraz wtapiania w szkło elementów z metalu i innych tworzyw. Stworzył nowe formy naczyń upodabniające się często do kielichów kwiatowych. Dzięki własnym metodom barwienia szkła uzyskał szeroką gamę kolorów, stosując przede wszystkim odcienie mleczne i matowe.
Jego meble charakteryzują się lekkością oraz delikatną dekoracją o motywach roślinnych. Do ozdabiania swoich mebli stosował rzeźbienie, intarsję i markieterię.

## Galeria

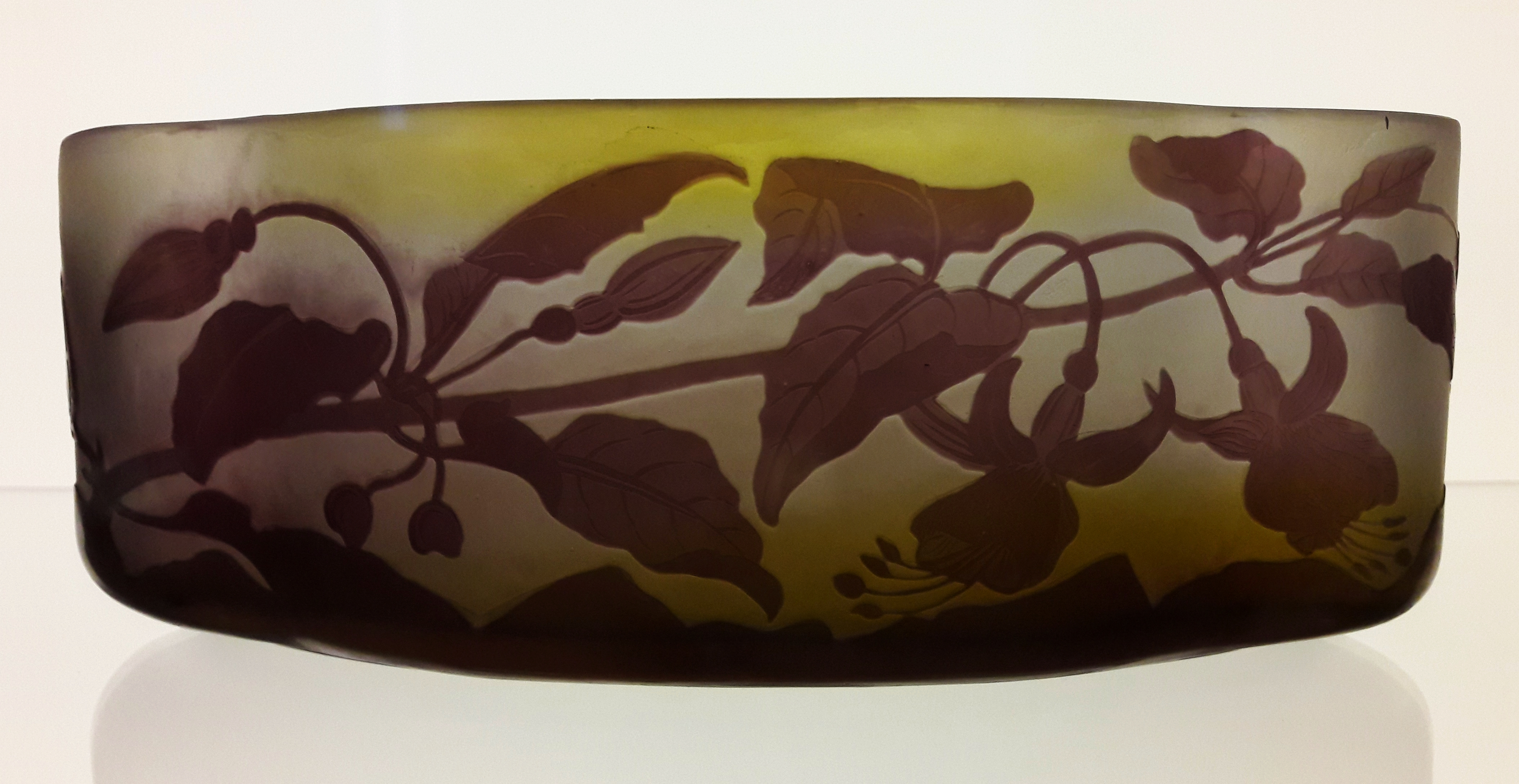
Żardiniera ze szkła warstwowego z kwitnącą gałęzią, Muzeum Narodowe w Lublinie
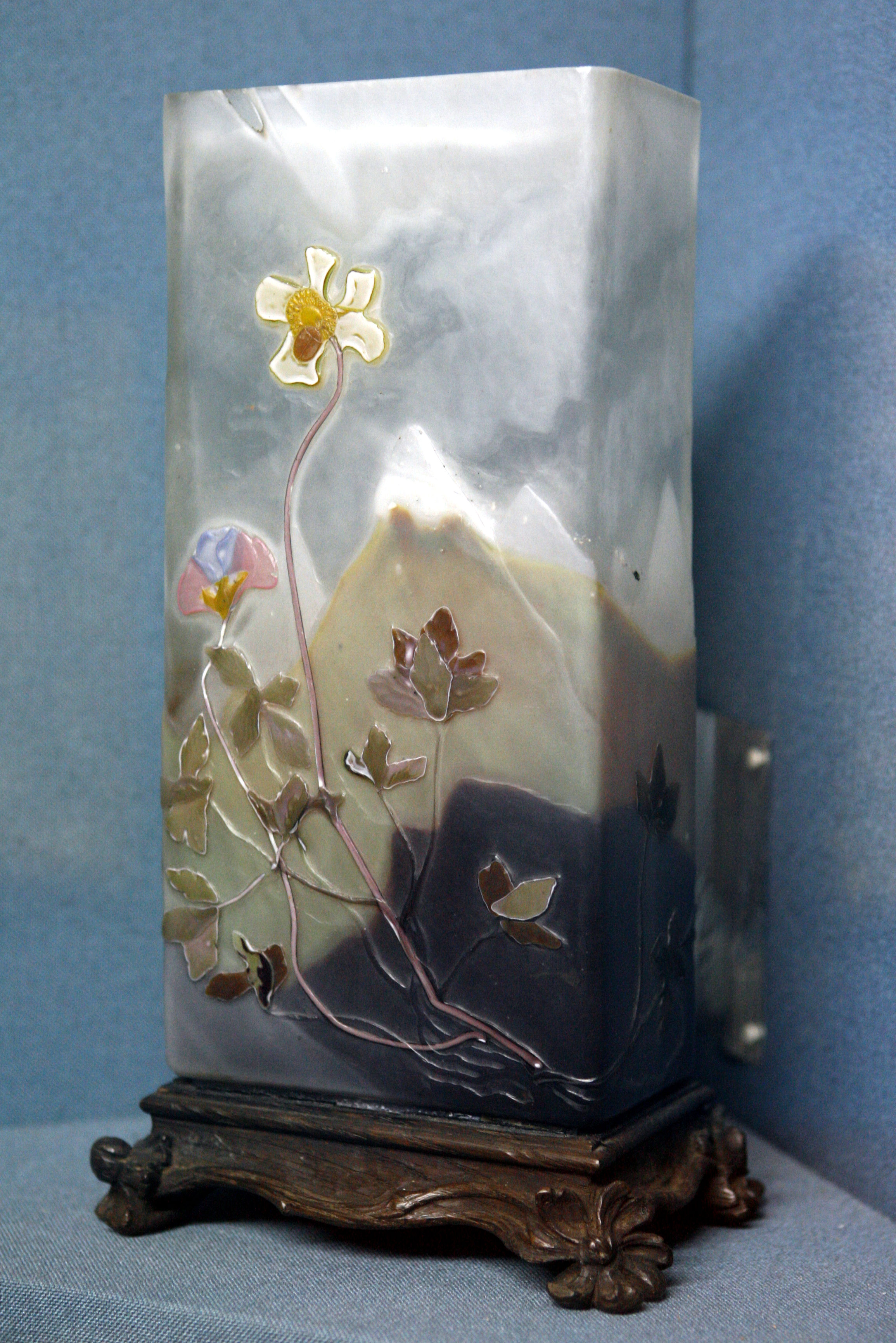
Waza z dewizą Quand Tu les touches, les montagnes fument, Musée des Beaux-Arts de Dijon
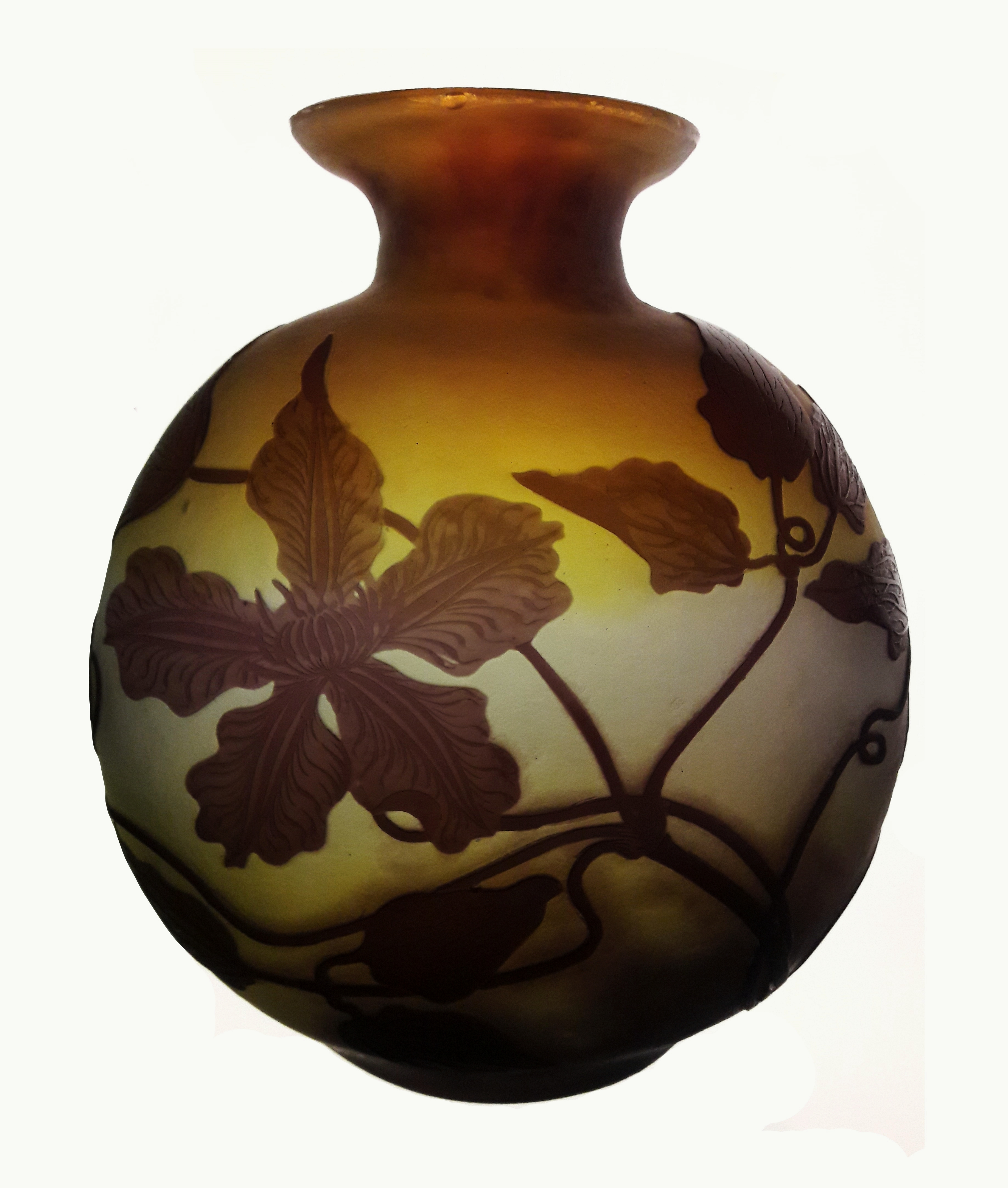
Waza ze szkła warstwowego z powojnikiem, Muzeum Narodowe w Lublinie
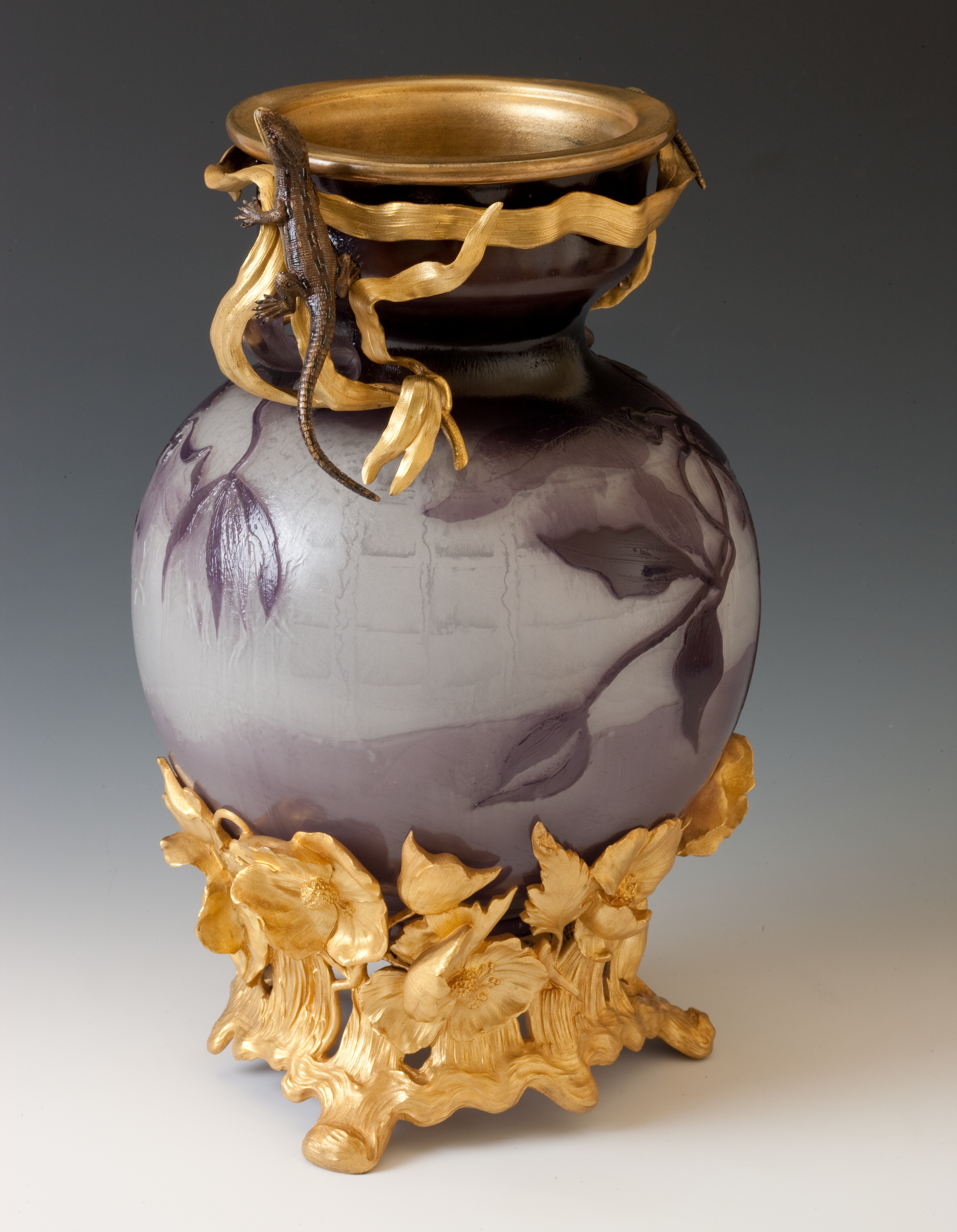
Szklany wazon z ok. 1900, kolekcja Muzeum Narodowego w Krakowie